# Кэнгэн
Кэнгэн (яп. 乾元 кэнгэн) — девиз правления (нэнго) японского императора Го-Нидзё, использовавшийся с 1302 по 1303 год .

## Продолжительность
Начало и конец эры:
- 21-й день 11-й луны 4-го года Сёан (по юлианскому календарю — 10 декабря 1302);
- 5-й день 8-й луны 2-го года Кэнгэн (по юлианскому календарю — 16 сентября 1303).

## Происхождение
Название нэнго было заимствовано из древнекитайского сочинения Книга Перемен:「大哉乾元、万物資始、乃統天」.

## События
даты по юлианскому календарю
- 12 июля 1302 года (16-й день 6-й луны 1-го года Кэнгэн) — император Го-Нидзё посетил дом бывшего императора Камэяма[5];
- 1302 год (1-й год Кэнгэн) — капитальный ремонт и реконструкция Якусидзи[6].

## Сравнительная таблица
Ниже представлена таблица соответствия японского традиционного и европейского летосчисления. В скобках к номеру года японской эры указано название соответствующего года из 60-летнего цикла китайской системы гань-чжи. Японские месяцы традиционно названы лунами.
| 1-й год Кэнгэн (Водяной Тигр)   | 1-я луна       | 2-я луна*  | 3-я луна | 4-я луна* | 5-я луна               | 6-я луна* | 7-я луна* | 8-я луна*  | 9-я луна    | 10-я луна* | 11-я луна  | 12-я луна  |               |
| ------------------------------- | -------------- | ---------- | -------- | --------- | ---------------------- | --------- | --------- | ---------- | ----------- | ---------- | ---------- | ---------- | ------------- |
| Юлианский календарь             | 30 января 1302 | 1 марта    | 30 марта | 29 апреля | 28 мая                 | 27 июня   | 26 июля   | 24 августа | 22 сентября | 22 октября | 20 ноября  | 20 декабря |               |
| 2-й год Кэнгэн (Водяной Кролик) | 1-я луна       | 2-я луна*  | 3-я луна | 4-я луна  | 4-я луна* (високосная) | 5-я луна* | 6-я луна  | 7-я луна*  | 8-я луна    | 9-я луна*  | 10-я луна* | 11-я луна  | 12-я луна     |
| Юлианский календарь             | 19 января 1303 | 18 февраля | 19 марта | 18 апреля | 18 мая                 | 16 июня   | 15 июля   | 14 августа | 12 сентября | 12 октября | 10 ноября  | 9 декабря  | 8 января 1304 |

* звёздочкой отмечены короткие месяцы (луны) продолжительностью 29 дней. Остальные месяцы длятся 30 дней.